# Louis Lesmond
Louis Lesmond (Parigi, 6 gennaio 2002) è un cestista francese.

## Carriera

### Nazionale
Nel 2021 ha disputato, con la nazionale Under-19 francese, ha disputato i Mondiali di categoria, conclusi al secondo posto finale.